# Čížov
Čížov település Csehországban, a Jihlavai járásban. Čížov Cerekvička-Rosice, Rančířov, Brtnice, Jihlava, Puklice és Vílanec településekkel határos. Lakosainak száma 306 fő (2024. január 1.).

## Népesség
A település lakosságának változását az alábbi diagram mutatja:
| Lakosok száma | 265  | 274  | 262  | 190  | 141  | 161  | 267  | 286  | 291  | 306  |
|               | 1869 | 1890 | 1921 | 1950 | 1980 | 2001 | 2017 | 2019 | 2022 | 2024 |